# Neokhórion (ort i Grekland, Grekiska fastlandet, Fthiotis, lat 38,80, long 22,20)
Neokhórion (Neochori) är en ort i Grekland.   Den ligger i prefekturen Fthiotis och regionen Grekiska fastlandet, i den centrala delen av landet, 160 km nordväst om huvudstaden Aten. Neokhórion ligger 1 308 meter över havet och antalet invånare är 197.
Terrängen runt Neokhórion är varierad. Runt Neokhórion är det mycket glesbefolkat, med 4 invånare per kvadratkilometer. Närmaste större samhälle är Spercheiáda, 13,5 km nordväst om Neokhórion. 